# Бабин, Виктор
Виктор Бабин (13 декабря 1908, 13 декабря 1908, Москва — 2 марта 1972 или 1 марта 1972, Кливленд, Огайо) — американский музыкант, пианист, композитор и педагог, получивший международное признание в дуэте с женой Витя Вронски (Викторией Михайловной Вронской).

## Биография
Сын Генриха Бабина и Розалии Волк. Выпускник Рижской консерватории (1928) по классу Арвида Даугулиса. В 1931 окончил Высшую школу музыки в Берлине. Ученик Артура Шнабеля. Среди его учеников была будущая жена Бабина — Виктория Вронская, с которой он познакомился в 1933 и вскоре они поженились.
В 1929 дебютировал как пианист. В начале 1930-х годов выступал с сольными концертами и в сопровождении ведущих симфонических оркестров и дирижёров Европы, записывался на радио в странах Балтии, в Польше, Чехословакии, Великобритании и др. С 1932 концертировал в фортепианном дуэте с В. Вронски ..
В 1937 дебютировал в США, выступал в Нью-Йорке в дуэте со своей женой В. Вронски.
В 1938 году Виктор Бабин и Виктория Вронская иммигригровали в США. В конце 1940-х годов много гастролировал в странах Северной и Южной Америки, в Европе и Израиле. Широкую известность у американской аудитории получили благодаря записям фортепианной музыки Сергея Рахманинова, который стал их другом и наставником. Их записи были выпускались студиями RCA Victor, Columbia, Decca и EMI. Несмотря на перерыв творческой деятельности, связанный со Второй мировой войны, во время которой Бабин служил в Вооруженных Силах США, дуэту все же удалось исполнить более 1200 концертов в одной только Северной Америке.
Оставив исполнительскую деятельность, супруги занялись преподаванием. В 1961 году Виктор Бабин получил должность директора Кливлендского института музыки, где его жена Виктория возглавляла факультет игры на фортепиано.
Виктор Бабин — Honoris causa изящных искусств университета в Нью-Мексико, Альбукерке (США, 1961). Член фестивального квартета (с 1956). В 1951—1955 возглавлял Оспенский музыкальный институт в Колорадо.

## Творчество
Виктор Бабин — автор более 50 музыкальных сочинений, опубликованных в странах Европы, Великобритании, США. Среди них — концерты для фортепиано и 2-х фортепиано, скрипки с оркестром, камерно-инструментальных ансамблей, в том числе струных: квартет, фортепианное трио, соната для виолончели и фортепиано, цикл песен для голоса и фортепиано «Любимый незнакомец».
Ему также принадлежат переложение для 2-х фортепиано «6 сонат для трио» И. С. Баха; «Костюм Петрушки» И. Ф. Стравинского; романсы С. В. Рахманинова и др.
Журнал «Newsweek» назвал фортепианный дуэт Вронски — Бабин самым блестящим дуэтом нашего поколения.